# Karl-Gottfried Nordmann
Karl-Gottfried Nordmann (22. listopad 1915, Gießen - 22. červenec 1982, Greenwich, USA) byl německý důstojník letectva a letecké eso druhé světové války. Byl velitelem II. letky stíhací eskadry Jagdgeschwader 51, od 10. dubna 1942 do 30. března 1944 velitelem celé JG 51, od 1. dubna do 1. října 1944 byl velitelem stíhacího uskupení Jagdfliegerführer Ostpreussen a poté od dubna 1945 do konce války velitelem 1. stíhací divize (1. Jagd-Division). Ve službách Luftwaffe dosáhl hodnosti podplukovníka (Oberstleutnant). Vybojoval 78 leteckých vítězství při více než 800 bojových vzletech. Za své činy získal rytířský kříž železného kříže s dubovými ratolestmi.

## Vyznamenání
- Rytířský kříž, II. třída (08.10.1939)
- Rytířský kříž, I. třída (05.01.1940)
- Rytířský kříž Železného kříže (01.08.1941)
- Rytířský kříž Železného kříže, s dubovou ratolestí, 35. držitel (16.09.1941)
- Čestný pohár za zvláštní úspěchy v letecké válce[1] (28. 07. 1941)
- Frontová letecká spona[2], pro stíhací piloty, ve zlatě